# Antonina Požarskaja
Antonina Požarskaja (in russo Антонина Пожарская?; 1864) è stata un'attrice russa.

## Filmografia parziale

### Attrice
- Vybor carskoj nevesty (1909)
- Un matrimonio russo nel XVI secolo (1909)
- Mazepa (1909)
- Le anime morte (1909)
- L'idiota (1910)
- La dama di picche (1910)